# Jacques Philippe
Jacques Philippe (ur. 1947 w Metzu) – francuski ksiądz katolicki, duszpasterz we Wspólnocie Błogosławieństw, doświadczony rekolekcjonista, autor wielu głośnych tytułów z dziedziny duchowości.
Do Wspólnoty Błogosławieństw wstąpił w 1976. W 1985 wyświęcony na księdza w diecezji Albi. Ukończył studia matematyczne, teologiczne oraz z prawa kanonicznego.

## Publikacje
- Strumienie wody żywej (wyd. polskie 1997)
- Czas dla Boga (wyd. polskie 1993, 2008)
- Szukaj pokoju i idź za nim! (wyd. polskie 1995)
- Wolność wewnętrzna (wyd. polskie 2003)
- Powołani do życia (wyd. Salwator)[3]
- Powołanie (wyd. Salwator, 2010)[4]
- Nauczyć się modlić, aby kochać (wyd. polskie 2014)
- Gdybyś znała Dar Boży. Nauka przyjmowania (wyd. polskie 2017)[5]
- 8 sposobów na znalezienie szczęścia tam, gdzie się go nie spodziewasz (wyd. polskie 2018)[6]

Jego książki dotykają tematów medytacji chrześcijańskiej, akceptacji samego siebie, dyspozycyjności wobec bliźnich, a także bliskości Ducha Świętego.